# Vasa stadsteater

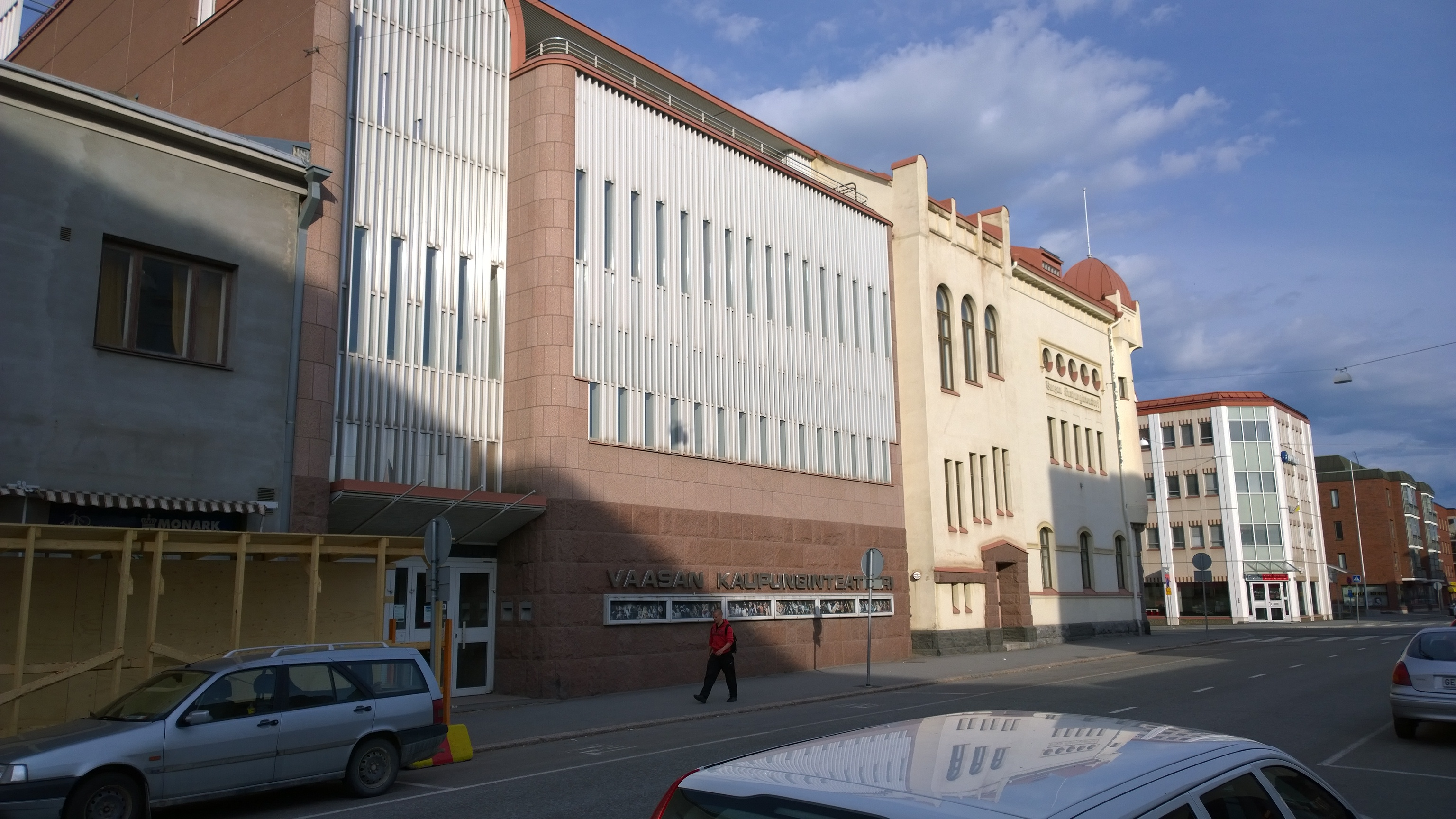
Vasa stadsteater.

Vasa stadsteater (fi. Vaasan kaupunginteatteri) är en professionell finskspråkig teater i Vasa.
Vasa stadsteater grundades 1942 under namnet Vaasan näyttämö. Scenen är gamla Folkets hus (Työväentalo) vid Storalånggatan 53. Vasa stad köpte teaterfastigheten av teaterhusstiftelsen 1980. Arkitektbyrån Annikki Nurminen genomförde en grundlig renovering av den gamla delen och planerade en tillbyggnad. Teatern har två scener, den stora Romeo-scenen (374 platser) och den lilla Julia-scenen (96 platser). Teatern har en styrelse på sju personer, utnämnd av stadsfullmäktige för fyra år i taget. 
Under senare år har teatern haft flera chefer: Taisto-Bertil Orsmaa (1976–1981 och 1991–1997), Ossi Räikkä (1981–1984), Marja-Leena Haapanen (1984–1990), Lasse Lindeman (1997–2001), Markus Packalén (2001–2009), Erik Kiviniemi (2009–2019) och Seppo Välinen (från 2019). Teatern har varit en viktig kulturfaktor i regionen med föreställningar som väckt uppmärksamhet också utanför den, som Orsmaas Daniel Hjort (1978), Mikko Roihas tolkning av Minna Canth-pjäsen Anna-Liisa (2003), Peter Shaffers Amadeus i Mika Lehtinens regi och Tohvelinsankarin rouva regisserad av Katariina Lahti (2004).